# Сешат

Сешат, в леопардовій шкірі з папірусом та пензлем

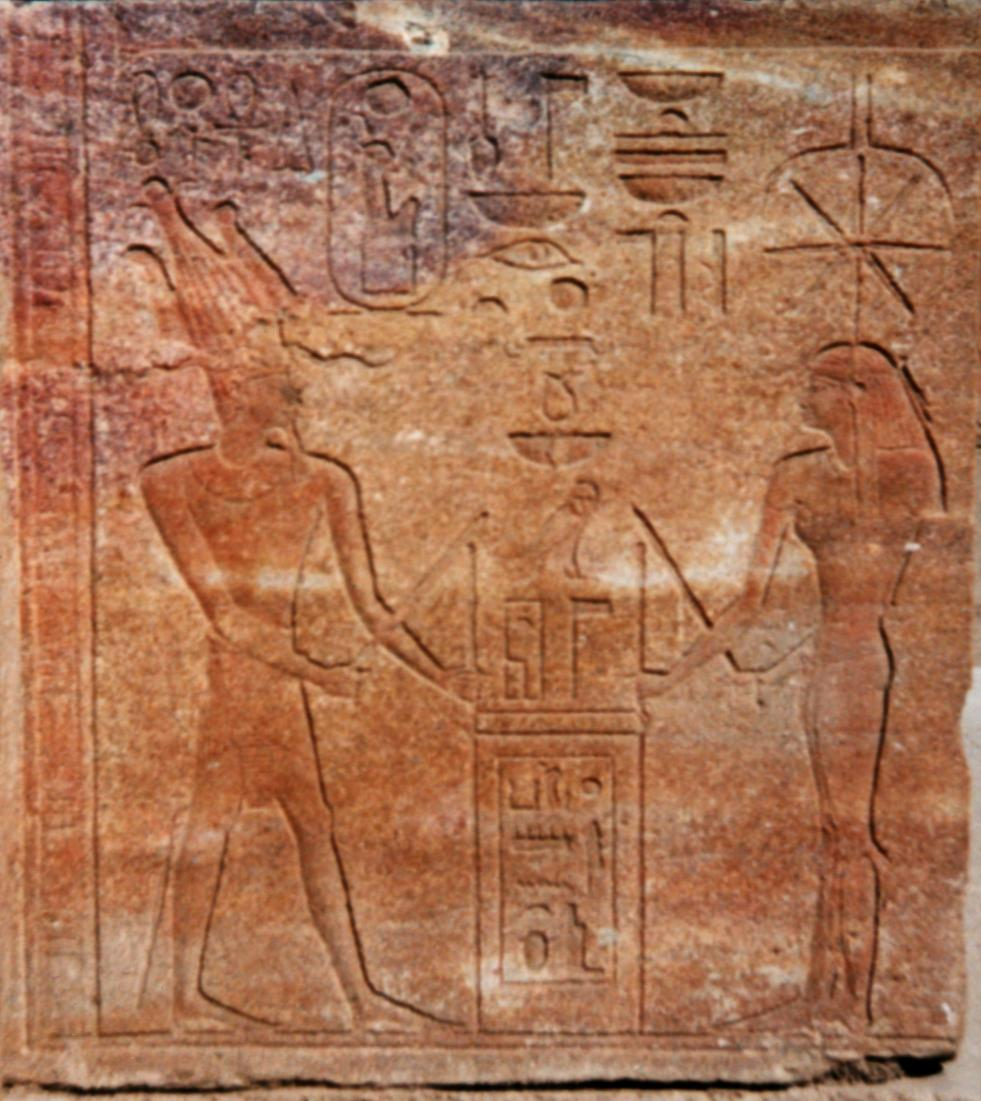
Хатшепсут та Сепшат у церемонії натягуваня шнура; блок з червоної капели в Карнаці (Нове Царство, 18 династія, бл. 1470 р. до н. е., Музей в Карнаці

Сешат (жіночий рід від «Сеш», «писар») — богиня письма в єгипетській міфології. Вважалася дочкою або сестрою (рідше дружиною) бога мудрості Тота. Священною твариною Сешат вважалася пантера, тому богиня представлялася в шкурі цієї тварини, накинутій поверх сорочки. Над головою зображувалася семипромінна зірка. День народження Сешат святкувався в один день з днем народження Мафдет, тому ймовірно Сешат є її сестрою-близнюком. Часто Сешат виступала в іпостасі інших богинь — Мафдет, Тефнут, Нефтиди. Спочатку Сешат була локальною богинею Саіса, але потім її центром культу став Гермопіль. Богиня шанувалася як глава «будинку життя», тобто зібрання рукописів, архівів. Одна з її функцій — записувати на листі дерева «шед» (її фетиша) роки життя і правління фараона. Крім того, вона завідувала мистецтвом рахунку (військових трофеїв, полонених, дарів, данини), а також складанням будівельних планів, і виступала захисницею будівельних робіт.

## Сешат в єрогліфах
Сешат
|  |

|  |

|  |

|  |